# Knjeginja
Knjeginja (cyr. Књегиња) – wieś w Bośni i Hercegowinie, w Republice Serbskiej, w gminie Rudo. W 2013 roku liczyła 283 mieszkańców.